# Rhipsalis pulchra
A Rhipsalis pulchra egy kultúrában nagyon ritkán tartott epifita kaktusz, a nemzetség más fajaitól könnyen elkülöníthető vörös virágaival.

## Jellemzői
Gazdagon elágazó csüngő habitusú növény, ágai néha 3 vagy 4 finom bordával tagoltak, 3–4 mm átmérőjűek, élénkzöld színűek, kis areoláik vöröses színezetűek. Virágai száma kevés, leggyakrabban a szárszegmensek csúcsain, de néha az oldalsó areolákon jelennek meg, vöröses-bordó színűek, nagyok, 12–14 mm hosszúak. A bibeszál fehér. Termése vörös, magjai kicsik, feketék.

## Elterjedése
Brazília: Minas Gerais, Rio de Janeiro, São Paulo államok. Epifitikus vagy litofitikus perhumid köderdőkben 1500–2400 m tengerszint feletti magasságban.

## Rokonsági viszonyai
Az Eryrthorhipsalis subgenus tagja. Nemzetségében ritkának számító virágszínében csak a kevéssé ismert Rhipsalis ormindoi fajra hasonlít, rokonsági kapcsolatuk azonban kevéssé vizsgált.